# Mithräum (Mundelsheim)
Das Mithräum von Mundelsheim ist ein dem Gott Mithras geweihter römischer Sakralbau aus der zweiten Hälfte des zweiten Jahrhunderts. Das heutige Bodendenkmal befindet sich auf dem Gebiet der Gemeinde Mundelsheim im baden-württembergischen Landkreis Ludwigsburg. 

## Forschungsgeschichte
Im Juni 1989 wurden beim Bau einer Wasserleitung am Südrand des Baugebietes im Gewann „Steinmäurich“ die Fundamente eines 17,6 m langen und 7,2 m breiten Gebäudes aufgedeckt. Der Befund erwies sich als Mithräum, ein Heiligtum des römischen Gottes Mithras, der eine Personifizierung der Sonne ist und dessen Ursprung in der persischen Mythologie liegt. Das Gebäude wurde noch im selben Jahr archäologisch untersucht, dokumentiert und restauriert und im folgenden Jahr für die Öffentlichkeit zugänglich gemacht.

## Archäologischer Befund
Das Bauwerk datiert vermutlich auf die zweite Hälfte des zweiten Jahrhunderts. Das ursprünglich aus zwei Räumen bestehende Gebäude wurde in einer zweiten Bauphase auf seiner im Osten gelegenen Eingangsseite um eine Vorhalle ergänzt.
Man betrat das Mithräum durch diese Vorhalle, in deren Nordostecke ein quadratisches Fundament aufgedeckt wurde, das als Herdstelle angesprochen wurde. Durch zweiflügelige Türen, deren Schwellen bei den Ausgrabungen geborgen werden konnten, gelangte man zunächst in einen Vorraum und von diesem aus in den tiefer gelegenen Kultraum. Im Kultraum befanden sich beidseitig des Mittelgangs (cella) erhöhte Podien, die man über jeweils eine Stufe zur rechten und zur linken Seite unmittelbar seitlich des Eingangs erklimmen konnte. Die Podien dienten den Teilnehmern des Kultes als Sitzplätze. Der gesamte Innenraum war verputzt und wies Spuren einer einfachen Bemalung auf. An der Stirnseite des Mittelgangs befand sich das zentrale Kultbild des Mithras, von dem bei der Ausgrabung nur noch geringe Reste erhalten waren.
Rechts und links des Eingangs, neben den Stufen zu den Podien, wurden im anstehenden Boden je ein vollständig erhaltenes Tongefäß entdeckt. Im rechten Topf fand sich die rechte Augenpartie eines Rinderschädels, im linken Gefäß das Gegenstück. Ein weiteres Behältnis stand unmittelbar vor dem zentralen Kultbild im Mittelgang. Darin lagen Tierknochen von einem Jungschwein und einem Hahn. Ein vierter Topf im Innenraum war leer. Mit hoher  Wahrscheinlichkeit kann man bei diesen Funden von Opfergaben für den Gott Mithras ausgehen, die beim Bau des Heiligtums an markanten Stellen rituell unter dem hölzernen Fußboden ins Erdreich eingebracht worden waren.
Im Mittelgang des Kultraumes fanden sich über 200 zum Teil sehr kleine Fragmente verschiedener Götterbilder, die wohl im Zuge der Alamanneneinfälle des dritten Jahrhunderts zerstört worden sind. Von dem zentralen Kultbild, auf dem höchstwahrscheinlich der den Stier tötende Mithras dargestellt war, konnten nur geringe Reste ermittelt und geborgen werden. Unter den besser erhaltenen Teilen ragen zwei bis zu 0,9 m hohe Pfeiler mit der Darstellung der Fackelträger Cautes und Cautopates heraus, die rechts und links im Mittelgang Aufstellung fanden. Die beiden Begleiter des Mithras, ursprünglich Personifikationen von Tag und Nacht, Tod und Leben, wurden mit Mithras zur göttlichen Trinität. Besonders qualitätsvoll ist die Darstellung eines auf einem Felsen thronenden Mercurius. Der Gott des Handels ist noch 0,7 m hoch und teilweise vollplastisch ausgearbeitet. Rechts und links des Kultbildes standen zwei Altäre: Ein 0,73 m hoher Altar mit Darstellung der Luna, der Personifikation des Mondes, charakterisiert durch die beleuchtbare Mondsichel, bildet das Gegenstück zum Altar mit dem Bildnis des Sol, der Personifikation der Sonne, erkennbar an der ebenfalls beleuchtbaren Strahlenkrone. Die von ihrer Rückseite aus beleuchtbaren Symbole der beiden Gottheiten müssen der ohnehin mystischen Erscheinung des grottenartigen und finsteren Heiligtums noch ein besonderes Gepräge gegeben haben.

## Befundkontext
Das Mithräum steht im Kontext des Vicus von Mundelsheim/Ottmarsheim und einer Villa rustica, die bereits von Oscar Paret angeschnitten worden war. Rettungsgrabungen in den Jahren 1988 bis 2004 wiesen dann ein römisches Siedlungsareal von insgesamt 3,5 Hektar nach. Der Beginn der Besiedlung dürfte in der ersten Hälfte des zweiten Jahrhunderts gelegen haben, die dendrochronologische Untersuchung eines Brunnenholzes konnte dieses auf das Jahr 136 datieren. Von der Villa rustica wurden bislang Teile des Hauptgebäudes, ein Brunnenhaus und einige Nebengebäude identifiziert. Aus dem Fundmaterial geht hervor, dass die Villa spätestens ab der zweiten Hälfte des zweiten Jahrhunderts bewohnt war. Vicus, Villa und Heiligtum existierten bis in die erste Hälfte des dritten Jahrhunderts, dürften aber spätestens im Zusammenhang mit den Ereignissen des Limesfalls aufgegeben worden sein.

## Befundsicherung und Denkmalschutz
Die Grundmauern der Anlage wurden im Gelände konserviert und sind frei zugänglich.
Das Mithräum von Mundelsheim ist ein Bodendenkmal im Sinne des Denkmalschutzgesetzes des Landes Baden-Württemberg (DSchG). Nachforschungen und gezieltes Sammeln von Funden sind genehmigungspflichtig, Zufallsfunde an die Denkmalbehörden zu melden.